# Балка Орлинская
Балка Орлинская (укр. Балка Орлинська) — ботанический заказник местного значения. Находится в селе Орлинское Волновахского района Донецкой области. Статус заказника присвоен решением облисполкома № 7 от 9 января 1991 года. Площадь — 9 га. На территории заказника произрастают редкие, для юго-востока Украины, виды растений, два из которых занесены в Красную книгу Украины — ковыль Лессинга, ковыль волосистый. 